# Салих
Салих (на арабски: صالح) е арабско име, означаващо Праведен. В Корана се споменава за мъж, който бил наречен Салих и бил дарен с пророчеството.

## История на Салих
Когато на самудяните бил изпратен като пророк техният събрат Салих, те казали: Ако наистина си пророк, помоли се от този камък да излезе камила, тогава ще повярваме, че си пророк. Салих се помолил и от камъка излязла камила, както поискали. Част от онези, които видели това чудо, повярвали в него, а другите продължили да живеят в неверие. Въпреки че Салих наредил народът му да не посяга на камилата, те я убили. После този пророк напуснал земята, където живеел, а народът му погинал от силно земетресение.